# Microsoft Dynamics 365

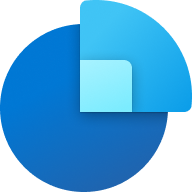
Microsoft Dynamics 365 Logo

Microsoft Dynamics 365 – chmurowe oprogramowanie biznesowe wprowadzone na rynek przez Microsoft w listopadzie 2016 roku. Występuje w dwóch edycjach: Enterprise (stworzone z myślą o przedstawicielach firm z sektora średnich i dużych przedsiębiorstw) i Business (dla małych i średnich przedsiębiorstw). Microsoft Dynamics 365 jest kombinacją dwóch rozwiązań od Microsoft, systemu CRM o nazwie Microsoft Dynamics CRM oraz systemu ERP – Microsoft Dynamics AX bądź Microsoft Dynamics NAV. W 2018 roku, w rodzinie produktów Dynamics 365 pojawił się system dla małych i średnich firm – Microsoft Dynamics 365 Business Central.
Istotną częścią portfolio Microsoft są aplikacje biznesowe Microsoft Dynamics 365 łączące możliwości rozwiązania CRM i systemu ERP, które doskonale współpracują w chmurze. 
Dynamics 365 jest również ściśle zintegrowany z platformą Microsoft 365 oraz profesjonalną siecią społecznościową LinkedIn. Aplikacje będą używać wspólnego modelu danych, który jednocześnie pozwoli na integrację z aplikacjami i serwisami Microsoftu oraz jego partnerów, włączając w to API i systemy on-premise.

## Obszary wsparcia
Microsoft Dynamics 365 wspiera następujące obszary:
- Microsoft Dynamics 365 Finance
- Microsoft Dynamics 365 Supply Chain Management
- Microsoft Dynamics 365 Commerce
- Microsoft Dynamics 365 Project Operations
- Microsoft Dynamics 365 Sales
- Microsoft Dynamics 365 Marketing
- Microsoft Dynamics 365 Customer Service
- Microsoft Dynamics 365 Field Service
- Microsoft Dynamics 365 Human Resoruces